# Augustinianum (revista)
Augustinianum es un revista académica de revisión por partes, dedicada al estudio de los Padres de la Iglesia publicada por el Instituto Patrístico Augustinianum de Roma. Desde 1961 han sido publicados en Augustinianum, cuyo editor es Antonio Gaytán, más de 3800 artículos y reseñas en el ámbito de los estudios patrísticos  y de la literatura cristiana antigua.  El acceso a todos los volúmenes de la revista requiere de pago y es proporcionado por el Philosophy Documentation Center.

## Resúmenes e indización
Augustinianum la indizan y compendian L'Année philologique, ATLA Religion Database, FRANCIS, Index Religiosus, International Bibliography of Book Reviews of Scholarly Literature, International Bibliography of Periodical Literature, MLA International Bibliography, New Testament Abstracts, Periodicals Index Online (ProQuest) y PhilPapers.

## Galería

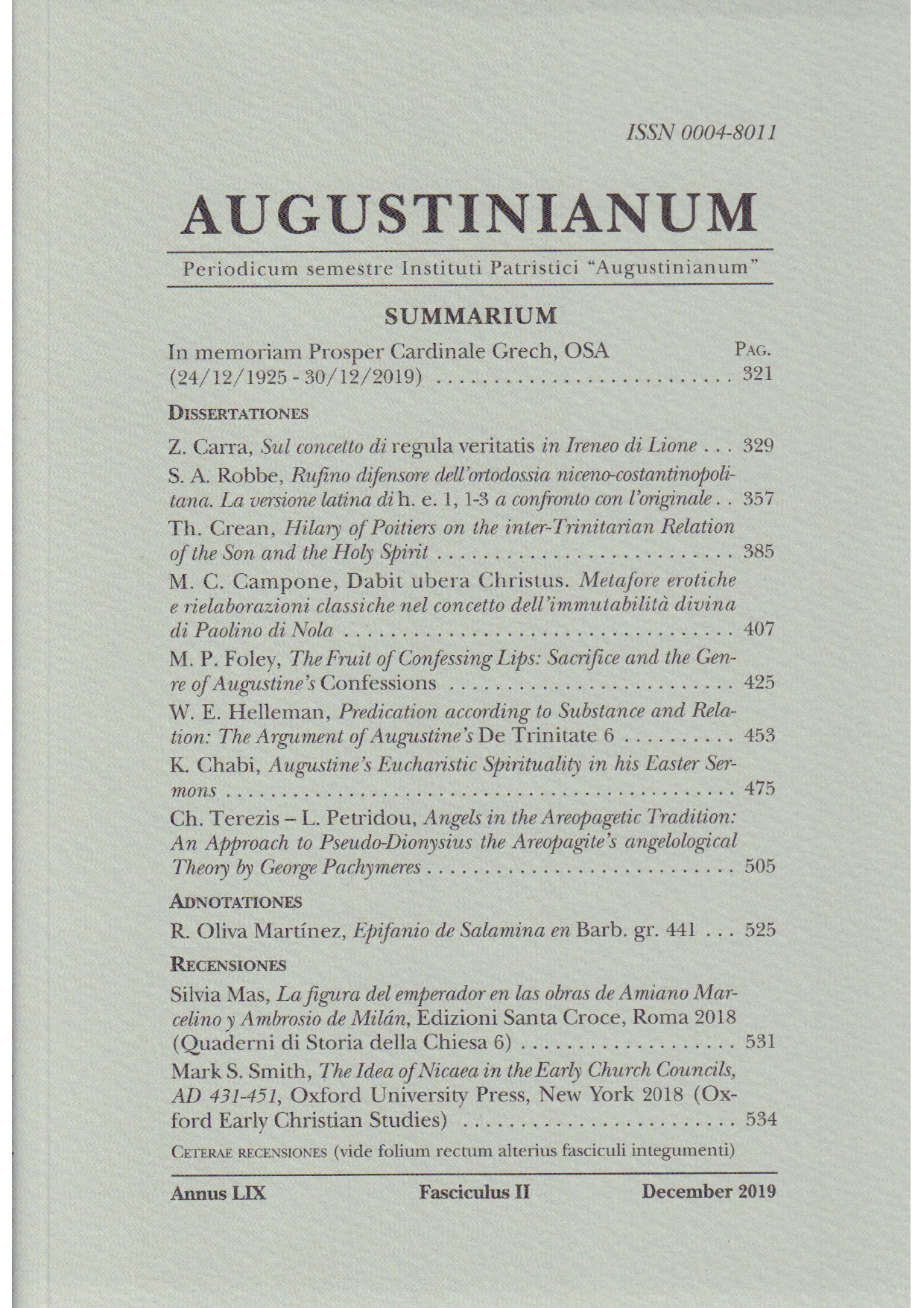
Portada del fascículo 2 del volumen 59 (2019)
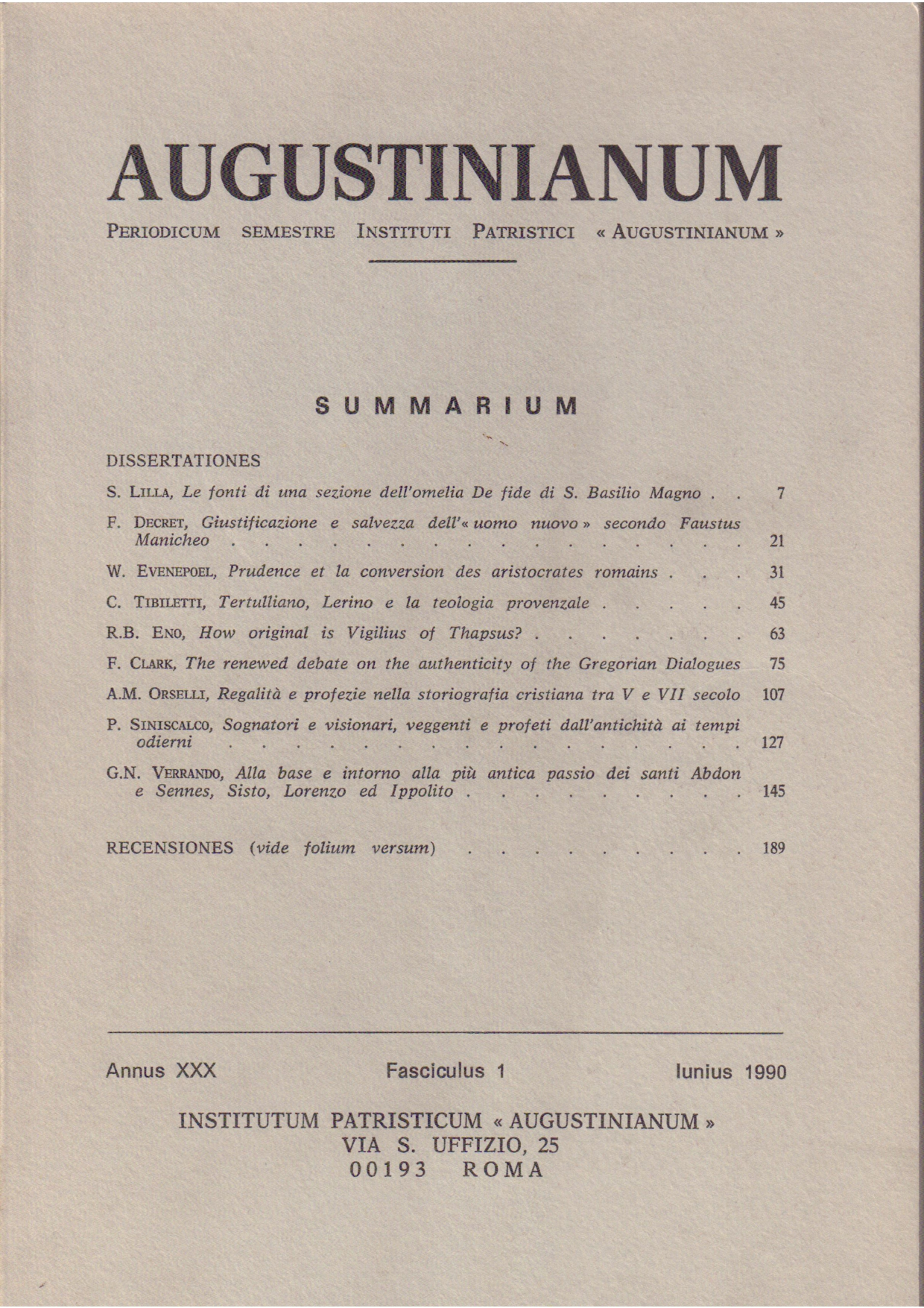
Portada del fascículo 1 del volumen 30 (1990)
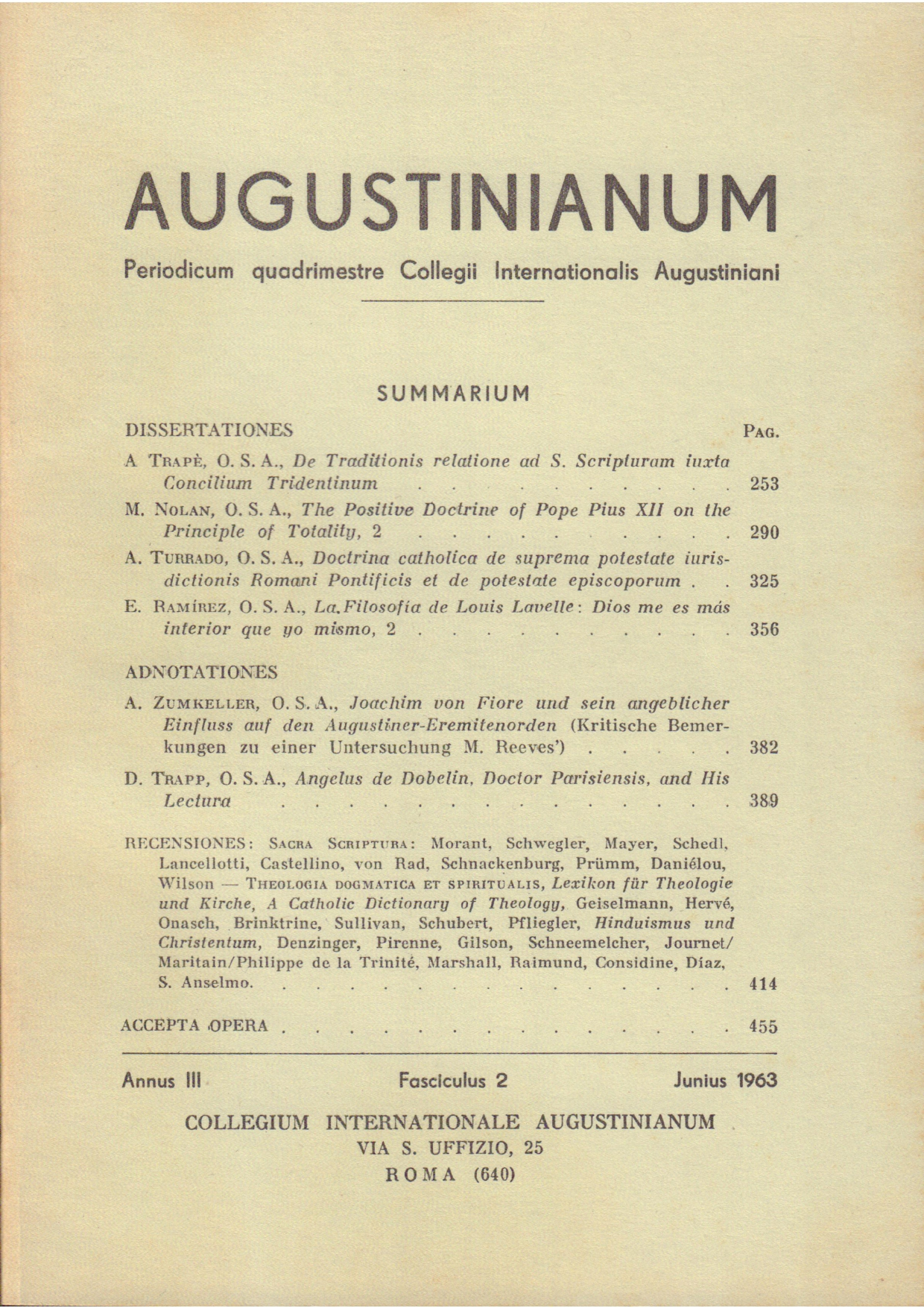
Portada del fascículo 2 del volumen 3 (1963)